# Zé Gotinha
Zé Gotinha é um personagem brasileiro criado para as campanhas de vacinação contra o vírus da poliomielite com o objetivo de tornar o evento mais atraente para as crianças. Foi utilizado em campanhas nas décadas de 1980 e 1990 e na campanha de 2006, para a conscientização dos pais e as crianças sobre a importância da vacinação. O Zé Gotinha também é utilizado para alertar sobre a importância da prevenção de várias outras doenças.
Nos anos seguintes, logo após ele se incorporar ao imaginário infantil, firmando-se como sinônimo de vacina e como referencial para a população em termos de métodos de prevenção, o personagem adotou uma cor diferente para cada vacina infantil: branco para a poliomielite, vermelho para o sarampo, azul-marinho para tuberculose, azul-claro para coqueluche, laranja para difteria e verde para tétano.
Zé gotinha é um símbolo de representação de saúde para as crianças e um grande incentivo a vacina que talvez pros mais jovens não seja tão atraente assim, um dos insetivos a criar esse personagem.  A representação do Zé Gotinha é uma estratégia eficaz para educar crianças sobre a importância da vacinação, incluindo a prevenção da anemia. Ao associar a vacinação a um personagem amigável e reconhecível, como o Zé Gotinha, as crianças tendem a sentir-se mais confortáveis e até mesmo empolgadas em receber as vacinas necessárias para prevenir doenças como a anemia. Além disso, o Zé Gotinha pode ser utilizado em materiais educativos que explicam de forma simples e acessível como as vacinas ajudam a fortalecer o sistema imunológico e a manter a saúde em geral, a ideia do personagem nasceu em torno da vacinação as crianças anêmicas (Sarah Silva)

## História
O Zé Gotinha foi criado em 1986 pelo artista plástico Darlan Rosa a pedido do Ministério da Saúde do Brasil, e lançado em dezembro de 1987, na gestão do ministro Luiz Carlos Borges da Silveira. Sua denominação foi escolhida nacionalmente, por meio de um concurso promovido pelo Ministério da Saúde com alunos de escolas de todo o Brasil. O nome vencedor foi uma sugestão de um aluno do Distrito Federal. Assim, começou a divulgação da campanha contra a poliomielite em jornais, TVs e rádio.
O personagem tinha como principal objetivo tornar as campanhas de vacinação mais atraentes para as crianças, e com isso tornar a vacinação um dia de festa, fazendo com que as crianças quisessem participar.
Atualmente, o Zé Gotinha é o símbolo do Programa Nacional de Imunizações (PNI).

## Pandemia de COVID-19 no Brasil
Em 10 de março de 2021, Lula durante discurso criticou a pouca utilização do Zé Gotinha na vacinação contra a COVID-19 no Brasil, questionando: "Cadê o Zé Gotinha? Bolsonaro mandou embora, porque achou que era petista". A cobrança de Lula foi elogiada por Darlan Rosa, criador do Zé Gotinha.
Em 12 de março, dois dias após o discurso de Lula, uma ilustração do personagem foi compartilhada pelo deputado federal Eduardo Bolsonaro (PSL-SP) numa postagem via Twitter, em que o Zé Gotinha aparece segurando uma seringa em formato de fuzil, junto a qual Eduardo disse: "Nossa arma agora é a vacina!”. Eduardo apagou a postagem após a repercussão negativa que a ilustração recebeu, que foi condenada por vários opositores políticos, como o deputado federal Marcelo Freixo (PSOL-RJ) e até pelo criador do personagem, Darlan Rosa. Essa versão do personagem divulgada por Eduardo foi veiculada na mídia com as alcunhas "Zé Gotinha Miliciano" e "Zé Milicinha".